# Jô
João Alves de Assis Silva, scurt Jô (n. 20 martie 1987, São Paulo), este un fotbalist brazilian. În prezent evoluează pe poziția de atacant la Amazonas Futebol Clube din Campeonato Brasileiro Série B.

### Goluri internaționale
| Nr | Data               | Stadion                                             | Oponent    | Scor | Rezultat | Competiție                     |
| -- | ------------------ | --------------------------------------------------- | ---------- | ---- | -------- | ------------------------------ |
| 1. | 15 iunie 2013      | Estádio Nacional Mané Garrincha, Brasília, Brazilia | Japonia    | 3–0  | 3–0      | Cupa Confederațiilor FIFA 2013 |
| 2. | 19 iunie 2013      | Castelão, Fortaleza, Brazilia                       | Mexic      | 2–0  | 2–0      | Cupa Confederațiilor FIFA 2013 |
| 3. | 7 septembrie 2013  | Estádio Nacional Mané Garrincha, Brasília, Brazilia | Australia  | 1–0  | 6–0      | Meci amical                    |
| 4. | 7 septembrie 2013  | Estádio Nacional Mané Garrincha, Brasília, Brazilia | Australia  | 2–0  | 6–0      | Meci amical                    |
| 5. | 10 septembrie 2013 | Stadionul Gillette, Foxborough, Statele Unite       | Portugalia | 3–1  | 3-1      | Meci amical                    |

## Statistici carieră
Anterior el a mai jucat la cluburi ca Corinthians, ȚSKA Moscova, Manchester City, Everton, Galatasaray și Internacional.
La 9 mai 2011.
| Club               | Sezon        | Campionat | Campionat | Cupă    | Cupă   | Cupa Ligii | Cupa Ligii | Continental | Continental | Liga statului | Liga statului | Total   | Total  |
| Club               | Sezon        | Meciuri   | Goluri    | Meciuri | Goluri | Meciuri    | Goluri     | Meciuri     | Goluri      | Meciuri       | Goluri        | Meciuri | Goluri |
| ------------------ | ------------ | --------- | --------- | ------- | ------ | ---------- | ---------- | ----------- | ----------- | ------------- | ------------- | ------- | ------ |
| Corinthians        | 2003         | 14        | 1         | 0       | 0      | 0          | 0          | 0           | 0           | 0             | 0             | 14      | 1      |
| Corinthians        | 2004         | 42        | 8         | 0       | 0      | 0          | 0          | 0           | 0           | 0             | 0             | 42      | 8      |
| Corinthians        | 2005         | 25        | 8         | 0       | 0      | 0          | 0          | 0           | 0           | 0             | 0             | 25      | 8      |
| Corinthians        | Total        | 81        | 17        | 0       | 0      | 0          | 0          | 0           | 0           | 0             | 0             | 81      | 17     |
| CSKA Moscow        | 2006         | 18        | 14        | 7       | 7      | 0          | 0          | 5           | 1           | -             | -             | 30      | 22     |
| CSKA Moscow        | 2007         | 27        | 13        | 4       | 1      | 0          | 0          | 7           | 4           | -             | -             | 38      | 18     |
| CSKA Moscow        | 2008         | 8         | 3         | 2       | 1      | 0          | 0          | 0           | 0           | -             | -             | 10      | 4      |
| CSKA Moscow        | Total        | 53        | 30        | 13      | 9      | 0          | 0          | 12          | 5           | -             | -             | 78      | 44     |
| Manchester City    | 2008–09      | 9         | 1         | 2       | 0      | 0          | 0          | 6           | 2           | -             | -             | 15      | 3      |
| Manchester City    | Total        | 9         | 1         | 2       | 0      | 0          | 0          | 6           | 2           | -             | -             | 15      | 3      |
| Everton (loan)     | 2008–09      | 12        | 5         | 0       | 0      | 0          | 0          | 0           | 0           | -             | -             | 12      | 5      |
| Everton (loan)     | 2009–10      | 15        | 0         | 1       | 1      | 0          | 0          | 7           | 1           | -             | -             | 23      | 2      |
| Everton (loan)     | Total        | 27        | 5         | 1       | 1      | 0          | 0          | 7           | 1           | -             | -             | 35      | 7      |
| Galatasaray (loan) | 2009–10      | 13        | 3         | 2       | 0      | 0          | 0          | 0           | 0           | -             | -             | 15      | 3      |
| Galatasaray (loan) | Total        | 13        | 3         | 2       | 0      | 0          | 0          | 0           | 0           | -             | -             | 15      | 3      |
| Manchester City    | 2010–11      | 12        | 0         | 5       | 0      | 1          | 1          | 5           | 2           | -             | -             | 23      | 3      |
| Manchester City    | Total        | 12        | 0         | 5       | 0      | 1          | 1          | 5           | 2           | -             | -             | 23      | 3      |
| Internacional      | 2011         | 16        | 2         | 0       | 0      | 0          | 0          | 2           | 0           | -             | -             | 18      | 2      |
| Internacional      | 2012         | 0         | 0         | 0       | 0      | 0          | 0          | 5           | 0           | 13            | 3             | 18      | 3      |
| Internacional      | Total        | 16        | 2         | 0       | 0      | 0          | 0          | 7           | 0           | 13            | 3             | 36      | 5      |
| Atlético Mineiro   | 2012         | 29        | 10        | 0       | 0      | 0          | 0          | 0           | 0           | -             | -             | 29      | 10     |
| Atlético Mineiro   | 2013         | 17        | 5         | 2       | 0      | -          | -          | 14          | 7           | 13            | 6             | 46      | 18     |
| Atlético Mineiro   | Total        | 46        | 15        | 2       | 0      | 0          | 0          | 14          | 7           | 13            | 6             | 75      | 28     |
| Career Total       | Career Total | 257       | 73        | 25      | 10     | 1          | 1          | 51          | 17          | 26            | 9             | 360     | 110    |

## Palmares

### Club
Corinthians
- Campeonato Brasileiro Série A: 2005

CSKA Moscow
- Prima Ligă Rusă: 2006
- Cupa Rusiei: 2006, 2008
- Supercupa Rusiei: 2006, 2007

Internacional
- Recopa Sudamericana: 2011
- Campeonato Gaúcho: 2012

Atlético Mineiro
- Campeonato Mineiro: 2013
- Copa Libertadores: 2013

### Internațional
Brazilia
- Jocurile Olimpice de vară: bronz la proba fotbal în 2008
- Cupa Confederațiilor FIFA: 2013